# اعتراضات ۱۳۹۰ خوزستان
اعتراضات ۲۶ فروردین ۱۳۹۰ در خوزستان ملقب به یوم الغضب یا روز خشم، سالروز ناآرامی‌هایی در فروردین ماه سال ۸۴ خوزستان است که در نتیجه آن چند نفر کشته و ده‌ها نفر بازداشت شدند.

## پیش زمینه
رویداد سال ۱۳۸۴ پس از آن رخ داد که نامه‌ای منسوب به محمدعلی ابطحی (رئیس دفتر ریاست جمهوری محمد خاتمی)، که در آن بر تصمیم شورای عالی امنیت ملی جمهوری اسلامی بر تغییر ترکیب جمعیتی اعراب خوزستان تأکید شده بود، به شکل وسیعی در خوزستان منتشر شد. شایان ذکر است دفتر ریاست جمهوری وقت، این نامه را تکذیب و آن را جعلی اعلام کرد، اما اعراب خوزستان در شهرهای مختلف این استان به اعتراضاتی دست زدند که سرکوب شد.

## تظاهرات
همزمان با سالگرد تظاهرات ۲۶ و ۲۷ فروردین ۱۳۹۰، نیروهای امنیتی و انتظامی، با تظاهرکنندگان درگیر شده و در جریان این درگیری‌ها، ۱۲ نفر کشته و ۲۰ نفر زخمی و تعدادی بازداشت شدند و بلافاصله فضای امنیتی بر این مناطق حاکم شد. برخی از منابع خبری تعداد کشته‌شدگان را تا ۴۸ نفر نیز گزارش کرده‌اند.

## موضع‌گیری‌ها
شیرین عبادی در واکنش به اعتراضات صورت گرفته نامه‌ای به کمیسر عالی حقوق بشر سازمان ملل متحد ارسال نمود. وی در این نامه گفت: بنابراین خواهشمندم از کلیه امکانات قانونی برای آزادی بدون قید و شرط افرادی که در جریان حوادث اخیر در خوزستان دستگیر شده‌اند استفاده کنید تا از وقوع نا آرامی‌های بیشتر جلوگیری شود و ضمناً دستور فرمایید این گزارش در پرونده نقض حقوق بشر دولت جمهوری اسلامی ایران درج تا پس از تعیین گزارشگر ویژه به نظر ایشان برسد.

## اعتراضات در بهمن ۱۳۹۰ در خوزستان
شب اربعین، مقارن با زمانی که تعداد زیادی از مردم برای برگزاری مراسم اربعین به شوش دانیال می‌آیند آغاز شد. در عصر روز ۲۳ دی ۱۳۹۰ (۱۳ ژانویه ۲۰۱۲)، تعدادی از معترضان عرب اهل شهر شوش، دست به راهپیمایی و سردادن شعارهایی مانند ” حریه حریه شعب الاهوازی نادیه” (آزادی، آزادی، مردم اهواز ندا می‌دهند) زدند. آن‌ها در عین حال با توجه به آغاز تبلیغات غیررسمی انتخاباتی در استان خوزستان، شعارهایی در مورد تحریم انتخابات دادند.
نیروهای امنیتی و انتظامی در بهمن ۱۳۹۰ با یورش به مناطق عرب‌نشین در شوش، حمیدیه و اهواز ۴۹ نفر را بازداشت کردند. سه نفر از بازداشت شدگان نیز به نام‌های ناصر آلبوشوکه درفشان، محمد کعبی و رضا مغامسی به دلیل «جراحات ناشی از شکنجه» در زندان کشته شدند. این بازداشت‌ها در ارتباط با تبلیغ برای ترغیب مردم به تحریم انتخابات مجلس شورای اسلامی در اسفندماه ۱۳۹۰ صورت گرفت.
در واکنش به کشته شدن و دستگیری معترضان در خوزستان دو تشکل حقوق بشریِ فدراسیون بین‌المللی جامعه‌های حقوق بشر، و همچنین جامعه دفاع از حقوق بشر در ایران، با انتشار بیانیه ای مشترک، خواستار اقدام عملی سازمان ملل متحد در متوقف ساختن جمهوری اسلامی در زمینه اِعمال تبعیض‌های قومی- نژادی شدند.